# 孟昶
孟 昶（もう ちょう）は、十国後蜀の第2代（最後）の皇帝。もとの名は仁賛。高祖孟知祥の五男。後世の史家からは後主と呼ばれている。

## 生涯
若い頃は行軍司馬を務め、明徳元年（934年）に父が皇帝として自立すると東川節度使に任じられた。
高祖の崩御により即位すると、不法をほしいままにしてきた旧臣の李仁罕や張業らを誅殺し、農業養蚕を推奨し、科挙を実施して国内の安定を図った。また諫言に耳を傾けることで政治改革も実行している。
後主はまた文化を愛好し、彼の後宮には花蕊夫人のような、詩才に優れた女性もいた。
しかし晩年は奢侈に溺れて国政を省みず、国内から女性を選抜して後宮を拡張したり、名宝の蒐集に力を注いだりしたので、朝政は大いに乱れた。
広政18年（955年）に西北四州が後周に奪われると、その版図も次第に周辺から侵食されるようになる。広政27年（964年）には宋の侵攻を受けるに至り、広政28年（965年）に宋に降伏したことで後蜀は滅亡した。
亡国後は検校太師兼中書令・秦国公に封じられ、乾徳3年（965年）に開封で死去したが、趙光義（後の太宗）による毒殺説もある。死後は楚王に追封され、恭孝の諡が贈られた。

## 宗室

### 后妃
- 慧妃費氏（花蕊夫人）
- 貴妃 張太華
- 昭儀 李艶娘

### 男子
- 孟玄喆
- 褒王 孟玄玨
- 遂王 孟玄珤

### 女子
- 鳳儀公主
- 鑾国公主